# Henk Tamse
Henk Tamse (* 25. Januar 1890 in Gouda; † 24. Juli 1971 ebenda) war ein niederländischer Radrennfahrer und nationaler Meister im Radsport.

## Sportliche Laufbahn
Tamse wurde 1910 niederländischer Meister im Straßenrennen der Amateure. Er war damit zugleich Meister von Süd-Holland, der Dritte Piet van Kersen (nach anderen Quellen wurde er Zweiter) wurde Meister von Nord-Holland. In derselben Saison gewann er zwei Etappen der Olympia’s Tour und wurde beim Sieg von Adri Bellersen Dritter.